# Middle Earth (Club)
Das Middle Earth (zuvor Electric Garden) war ein Londoner Hippie-Club in der zweiten Hälfte der 1960er Jahre. Nach der Schließung des UFO Clubs 1967 übernahm das Middle Earth dessen Rolle, in Konkurrenz zum Roundhouse.
Der Club befand sich in einem Keller in der King Street 43 in Covent Garden. Meistens führte DJ Jeff Dexter durch die Nacht, doch auch John Peel gab einige Gastspiele. Zu den Gruppen, die im Middle Earth auftraten, gehörten Pink Floyd, The Who, The Crazy World of Arthur Brown, The Bonzo Dog Doo-Dah Band, Fairport Convention, Jefferson Airplane, Eric Burdon, Captain Beefheart und The Byrds. Mehr oder weniger regelmäßig spielten im Middle Earth Soft Machine, Tomorrow, Sam Gopal’s Dream, Tyrannosaurus Rex mit Marc Bolan und Steve Peregrin Took, die Social Deviants und The Graham Bond Organization.
Nach einer Polizeirazzia am 3. März 1968 schloss der Club. Anschließend gab es noch einige Middle-Earth-Events im Roundhouse.